# La guerra dei papaveri
La guerra dei papaveri è un romanzo fantasy del 2018 di R. F. Kuang, pubblicato originariamente da Harper Voyager e, in Italia, da Oscar Mondadori. Per la trama de La guerra dei papaveri, R. F. Kuang si è ispirata alla Cina della metà del XX secolo: il conflitto al centro del romanzo è basato sulla seconda guerra sino-giapponese e l'atmosfera è ispirata alla dinastia Song. Il sequel La repubblica del drago è stato pubblicato nell'agosto 2019 (maggio 2021 in Italia) e il terzo libro, La dea in fiamme, è stato pubblicato nel novembre 2020 (febbraio 2022 in Italia).

## Trama
Il romanzo è incentrato su Runin, detta Rin, una ragazza orfana che vive in povertà nel sud dell'impero del Nikan. Per sfuggire a un matrimonio combinato, Rin decide di studiare in segreto per entrare all'accademia militare Sinegard, in cui viene addestrata l'élite dell'impero.
Kuang ha affermato di aver pensato la vita di Rin come parallela a quella di Mao Zedong.
Basato sugli eventi storici delle guerre cinesi con l'aggiunta di alcuni elementi fantasy, tra cui le droghe sciamaniche ispirate alle Guerre dell'oppio, La guerra dei papaveri è un racconto di guerra cupo e fatalistico. Infatti, all'emergere di un conflitto tra l'impero del Nikan e la confinante Federazione di Mugen, Rin e i suoi compagni vengono mandati in prima linea, dove lei deve decidere se stringere un patto con gli dei per liberare i propri poteri sciamanici: questa decisione potrebbe cambiare il corso della guerra, ma potrebbe comportare la perdita della sua umanità.

## Fonti d'ispirazione
Kuang ha scritto La guerra dei papaveri mentre insegnava dibattito in Cina, e si è laureata in storia cinese alla Georgetown University pochi giorni dopo l'uscita del romanzo. Ha tratto ispirazione per la storia dai suoi studi sulla strategia militare e sul trauma collettivo cinesi. "Ho scelto di scrivere una reinterpretazione fantasy del XX secolo cinese perché era il tipo di storia che non trovavo sugli scaffali" ha affermato Kuang.

## Accoglienza
La guerra dei papaveri è stato candidato al Nebula Award 2018  ed è stato nominato come uno dei migliori libri dell'anno da diverse pubblicazioni e organizzazioni, tra cui The Washington Post, Time, The Guardian, Paste, Vulture, Bustle  e The Verge. Ha ricevuto l'approvazione degli autori Fonda Lee, Julie C. Dao e Kameron Hurley. È stato inoltre nominato per il World Fantasy Award for Best Novel.
Il Publishers Weekly ha definito il libro "un esordio forte e drammatico per la carriera di Kuang", mentre Michael Nam del New York Daily News ha definito La guerra dei papaveri l'inizio ambizioso di una trilogia.
La recensione di Lila Garrott per Locus è stata più critica: "È ben eseguito, ma è un peccato che Kuang abbia scelto di minimizzare gli elementi più originali a favore di materiale già visto prima. Tutta l'ambizione del romanzo sembra essere stata concentrata nel worldbuilding e nel sistema magico, e non ha quindi potuto influenzare la trama vera e propria". Nella sua rubrica su Wired riguardo ai tropi fantasy, Jason Kehe ha convenuto che il materiale non rappresenta una "rivoluzione" nel genere, ma ha affermato che "Kuang riesce a fare breccia".

## Traduzioni
A dicembre 2022, La guerra dei papaveri è stata tradotta in 13 lingue, oltre all'originale inglese.